# Clément N’Goran
Clément N’Goran (* 7. August 1969) ist ein ehemaliger ivorischer Tennisspieler.

## Leben
N’Goran gewann 1987 den afrikanischen Juniorentitel Championnat d'Afrique de tennis juniors. 1991 stand er an der Seite von Daniel Marco im Finale des Challenger-Turniers von Lagos, wo sie Ugo Colombini und Paul Wekesa unterlagen. Seine höchste Notierung in der Tennisweltrangliste erreichte er 1991 mit Position 252 im Einzel sowie mit Position 311 im Doppel. Für ein Grand-Slam-Turnier konnte er sich nie qualifizieren.
N’Goran spielte zwischen 1986 und 1997 31 Einzel- sowie 12 Doppelpartien für die ivorische Davis-Cup-Mannschaft. Seine Einzelbilanz war dabei 23:8, von seinen zwölf Doppelpartien gewann er acht. Sein größter Erfolg war der Sieg über Byron Black bei der Halbfinalbegegnung der Qualifikationsgruppe Africa Group II gegen Simbabwe 1988, welche trotz seiner beiden Einzelerfolge mit 2:3 verloren ging.
Bei den Olympischen Sommerspielen 1988 trat er im Herreneinzel für die Elfenbeinküste an. In der ersten Runde unterlag er dem Briten Andrew Castle. An der Seite seines Bruders Claude erreichte er durch einen Sieg gegen das chinesische Doppel die zweite Runde bei den Olympischen Sommerspielen 1996, dort unterlagen sie Paul Haarhuis und Jacco Eltingh aus den Niederlanden.